# Magnus Jacobsson
Kenth Magnus Jacobsson, född 10 april 1968 i Uddevalla, är en svensk politiker (kristdemokrat). Han är riksdagsledamot sedan 2018. I riksdagen är han ledamot i arbetsmarknadsutskottet. 
Jacobsson var förbundsordförande för  Kristdemokratiska Ungdomsförbundet 1997–1999 och riksdagsledamot 1998–2002. I riksdagen 1998–2002 var han suppleant i arbetsmarknadsutskottet och trafikutskottet.
År 2010 ställde Jacobsson upp som riksdagskandidat för Kristdemokraterna med valaffischen "Hur sjutton tänker (SD)? Vem skall baka våra pizzor?"
Åren 2006–2018 var han region- och kommunalpolitiker som gruppledare, kommunalråd och ordförande i Barn- och Utbildningsnämnden i Uddevalla kommun samt ersättare i Regionutvecklingsnämnden (RUN) i Västra Götalandsregionen.
Till yrket är Jacobsson skyddsvakt (väktare). Han har avlagt filosofie kandidatexamen i historia vid Göteborgs universitet. Utbildningen består av social och politisk historia, ekonomisk historia, arabkunskap, internationella relationer samt en introduktionskurs i juridik.